# Morti nel 1590
| Questa pagina contiene informazioni ricavate automaticamente dalle voci biografiche con l'ausilio del template Bio e di un bot. L'aggiornamento è periodico e automatico e ricostruisce completamente la pagina. Se manca una persona in questa lista, sei pregato di non aggiungerla, ma accertati piuttosto che la sua voce biografica contenga il template Bio e che i dati anagrafici siano correttamente compilati. Se il template Bio manca, inseriscilo tu stesso o, in alternativa, metti l'avviso {{tmp\|Bio}} che ne segnala la mancanza. Se i dati riportati sono sbagliati, correggi direttamente la voce biografica; le modifiche saranno visibili in questa lista entro pochi giorni. Per chiarimenti vedi il progetto biografie. La lista contiene solo le 114 persone che sono citate nell'enciclopedia e per le quali è stato implementato correttamente il template Bio. Pagina aggiornata al 2 giu 2025. |

## Gennaio(4)
- 5 gennaio - Adam von Dietrichstein, nobile e diplomatico austriaco (n. 1527)
- 7 gennaio - Jakob Andreae, teologo tedesco (n. 1528)
- 10 gennaio - Giovanni Francesco Testa, architetto e intagliatore italiano (n. 1506)
- 20 gennaio - Giovanni Battista Benedetti, matematico italiano (n. 1530)

## Febbraio(7)
- 2 febbraio - Caterina de' Ricci, religiosa italiana (n. 1522)
- 3 febbraio - Germain Pilon, scultore e medaglista francese (n. 1537)
- 4 febbraio - Gioseffo Zarlino, compositore, teorico musicale e religioso italiano (n. 1517)
- 5 febbraio - Bernardino de Sahagún, missionario, grammatico e antropologo spagnolo (n. 1499)
- 12 febbraio - François Hotman, giurista francese (n. 1524)
- 19 febbraio - Filippo IV di Hanau-Lichtenberg, tedesco (n. 1514)
- 21 febbraio - Ambrose Dudley, III conte di Warwick, generale inglese (n. 1530)

## Marzo(2)
- 4 marzo - Edvige di Württemberg, principessa tedesca (n. 1547)
- 4 marzo - Nicole de Savigny, nobile francese (n. 1535)

## Aprile(3)
- 2 aprile - Elisabetta di Sassonia, principessa sassone (n. 1552)
- 6 aprile - Francis Walsingham, politico e diplomatico inglese (n. 1534)
- 17 aprile - Giovanni Battista Bracelli, vescovo cattolico italiano

## Maggio(2)
- 9 maggio - Carlo di Borbone-Vendôme, cardinale e arcivescovo cattolico francese (n. 1523)
- 30 maggio - Camilla Martelli, italiana (n. 1547)

## Giugno(3)
- 8 giugno - Thomas Randolph, diplomatico e politico britannico (n. 1523)
- 27 giugno - Leonhard IV von Harrach-Rohrau, politico austriaco (n. 1514)
- 28 giugno - Hori Hidemasa, militare giapponese (n. 1553)

## Luglio(5)
- 10 luglio - Carlo II d'Austria, nobile (n. 1540)
- 16 luglio - Bartolomeo Fernandes, arcivescovo cattolico portoghese (n. 1514)
- 21 luglio - Sofia di Württemberg, nobildonna tedesca (n. 1563)
- 22 luglio - Leone Leoni, scultore, collezionista d'arte e medaglista italiano
- 23 luglio - Giulio Rubone, pittore italiano (n. 1530)

## Agosto(7)
- 2 agosto - Agostino Beccari, drammaturgo e poeta italiano
- 3 agosto - Giovanni Trevisan, abate e patriarca cattolico italiano (n. 1503)
- 10 agosto - Hōjō Ujimasa, militare giapponese (n. 1538)
- 10 agosto - Hōjō Ujiteru, militare giapponese (n. 1539)
- 17 agosto - Giacomo III di Baden-Hachberg, nobile tedesco (n. 1562)
- 27 agosto - Papa Sisto V, papa, vescovo cattolico e cardinale italiano (n. 1521)
- 31 agosto - Scipione Delfinone, artista italiano

## Settembre(7)
- 4 settembre - James Croft, politico britannico (n. 1518)
- 10 settembre - Maddalena d'Asburgo, nobildonna (n. 1532)
- 13 settembre - Pedro Téllez-Girón, politico e militare spagnolo (n. 1537)
- 20 settembre - Lodovico Agostini, cantore e compositore italiano (n. 1534)
- 23 settembre - Nicolás Bobadilla, gesuita spagnolo (n. 1511)
- 27 settembre - Papa Urbano VII, papa, vescovo cattolico e cardinale italiano (n. 1521)
- 30 settembre - Gaspare Gasparini, pittore italiano

## Ottobre(7)
- 4 ottobre - Federico Corner, cardinale e vescovo cattolico italiano (n. 1531)
- 7 ottobre - Fulvia da Correggio, nobildonna italiana (n. 1543)
- 12 ottobre - Kanō Eitoku, pittore giapponese (n. 1543)
- 16 ottobre - Anna d'Asburgo, nobile austriaca (n. 1528)
- 17 ottobre - Maria d'Avalos, nobildonna italiana (n. 1562)
- 18 ottobre - Filippo di Holstein-Gottorp, duca tedesco (n. 1570)
- 29 ottobre - Dirck Volckertszoon Coornhert, scrittore e teologo olandese (n. 1522)

## Novembre(5)
- 10 novembre - Pedro de Pravia, religioso spagnolo (n. 1525)
- 18 novembre - George Talbot, VI conte di Shrewsbury, politico inglese (n. 1528)
- 19 novembre - Girolamo Zanchi, teologo italiano (n. 1516)
- 23 novembre - André Thevet, scrittore e esploratore francese (n. 1516)
- 29 novembre - Nicodemus Frischlin, umanista, filologo e drammaturgo tedesco (n. 1547)

## Dicembre(4)
- 10 dicembre - Cristina di Danimarca, principessa (n. 1522)
- 18 dicembre - Zenobia del Carretto Doria, principessa (n. 1541)
- 20 dicembre - Ambroise Paré, medico e chirurgo francese (n. 1510)
- 23 dicembre - Wang Shizhen, scrittore, critico d'arte e politico cinese (n. 1526)

## Senza giorno specificato(58)
- Blasius Ammon, compositore e francescano austriaco (n. 1558)
- Samuel Jaffe Ashkenazi, rabbino turco
- Giovanni Maria Bonardo, scrittore, agronomo e cosmologo italiano (n. 1523)
- Claudio Borghese, vescovo cattolico italiano (n. 1532)
- Per Brahe il Vecchio, politico svedese (n. 1520)
- Michele Burlamacchi, mercante italiano (n. 1531)
- Vincenzo Cartari, mitografo e scrittore italiano
- Jacques Cujas, giurista francese (n. 1522)
- Giason Denores, letterato italiano
- Castore Durante, medico, botanico e poeta italiano (n. 1529)
- Elizabeth FitzGerald, contessa di Lincoln, nobildonna irlandese (n. 1527)
- Robert Garnier, poeta e drammaturgo francese (n. 1544)
- Diego Girón, letterato spagnolo (n. 1530)
- Francesco Giuntini, teologo e astrologo italiano (n. 1523)
- Giovanni Bernardino Grandopoli, vescovo cattolico italiano
- Robert Granjon, tipografo italiano (n. 1513)
- Jacob Grimmer, pittore fiammingo
- Guanoalca, nativo americano
- Hatakeyama Yoshitsugu, militare giapponese (n. 1518)
- Frans Hogenberg, pittore tedesco (n. 1535)
- Hubbi Hatun, poetessa ottomana
- Bernardino India, pittore italiano (n. 1528)
- Giovan Paolo Lancellotti, giurista italiano (n. 1522)
- Anne Locke, poeta e traduttore inglese
- Girolamo Lombardo, scultore italiano (n. 1506)
- Rocco Lurago, architetto e scultore italiano (n. 1501)
- Maha Thammaracha, sovrano siamese (n. 1515)
- Pietro Massolo, religioso e letterato italiano (n. 1520)
- Giulio Mazzoni, scultore e pittore italiano
- Mogami Yoshimori, militare giapponese (n. 1521)
- Bernardino Nigro, pittore italiano (n. 1538)
- Flaminio de' Nobili, grecista italiano
- Abdul Jamal Shah di Pahang, sovrano malese
- Abdul Kadir Alauddin Shah di Pahang, sovrano malese
- Alfonso Parigi il Vecchio, architetto e scenografo italiano
- Luís Pereira Brandão, poeta portoghese (n. 1540)
- Petru II Cercel, principe
- Angelo Pietra, economista italiano
- Domenico Poggini, scultore e medaglista italiano (n. 1520)
- Juan Bautista Pomar, storico e scrittore messicano
- Vincenzo Portico, arcivescovo cattolico e diplomatico italiano (n. 1520)
- George Puttenham, scrittore inglese (n. 1529)
- Marietta Robusti, pittrice italiana
- Annibale Romei, scacchista e letterato italiano
- Martín Ruiz de Gamboa, generale e esploratore spagnolo (n. 1533)
- Pedro Sarmiento de Gamboa, navigatore, esploratore e astronomo spagnolo (n. 1530)
- Egidio Sernicoli, abate italiano (n. 1525)
- Alessandro Servici, giurista italiano (n. 1517)
- Silvestro di Alessandria, arcivescovo ortodosso greco
- Albert von Soest, incisore tedesco
- Giovanni Francesco Surchi, pittore italiano
- Jacobus Theodorus Tabernaemontanus, medico e botanico tedesco (n. 1522)
- Fernando de Toledo Oropesa, cardinale spagnolo (n. 1520)
- Giustina Trivulzio
- Vincenzo Verace, monaco cristiano italiano
- Yamanoue Sōji, monaco buddista giapponese (n. 1544)
- Bertrand d'Argentré, giurista francese (n. 1519)
- Guillaume de Salluste Du Bartas, poeta francese (n. 1544)